# Друть (футбольный клуб)
«Друть» — белорусский футбольный клуб из города Белыничи, основанный в 1956 году. С 2023 года выступает во второй лиге Беларуси.

## История
Один из первых футбольных матчей в Белыничах прошёл в середине 50-х годов XX века. Его инициатором стал ветеран Великой Отечественной войны Борис Захарович Певзнер, который в то время работал учителем физической культуры в Светиловичской вспомогательной школе. Для игры в футбол в те годы использовались пустыри и луговины. Первый матч уже на новом городском стадионе в райцентре прошёл в мае 1958 года. Встречались команды Комбината бытового обслуживания и сборная учеников старших классов городских школ. Участники того матча составляли основу сборной Белыничского района, которая стала прообразом футбольного клуба «Друть».

## Игроки
Белыничский футбольный клуб дал дорогу в большой спорт таким известным в Беларуси футболистам, как Дмитрий Парфенов, Александр Павлов, Павел Пласконный, Александр Селява, Юрий Ковалев и Антон Ковалев, которые выступали за молодёжную и национальную сборные Беларуси.

## Достижения
- Чемпионат Беларуси по футболу:Вторая Лига 1 дивизион 3 место 2023г.
- Кубок Могилёвской области: 2023,2024 гг. 1 место.